# Kapela bl. Alojzija Stepinca na Savici
Kapela bl. Alojzija Stepinca katolička je kapela smještena u ulici Zvonimira Rogoza na Trnjanskoj Savici. Ne radi se o zasebnoj građevini već se kapela nalazi u prizemlju gusto naseljenog bloka stambenih zgrada. 

## Povijest
Godine 2009., na desetu obljetnicu Župe bl. Alojzija Stepinca, [Zagrebačka nadbiskupija]] ustupila je Župi prostor u ulici Zvonimira Rogoza 1 – 3, namijenjen za Pastoralni centar, do izgradnje crkve. U sklopu Pastoralnoga centra uređena je i opremljena kapela, dvorana za vjeronauk i druge potrebe, stan za župnika i Župni ured. Sve te prostorije je u listopadu 2011. blagoslovio kardinal Josip Bozanić. 
U prolazu pored pastoralnog centra, nalazi se mural s likom bl. Alojzija Stepinca, kao i još nekoliko murala koji prikazuju religiozne motive.

## Galerija
- Prilaz kapeli i pastoralnom centru
- Mural u blizini ulaza koji prikazuje Franju Asiškog
- Mural s prikazom bl. Alojzija Stepinca
- Zgrada u kojoj se nalazi kapela